# 加拉奇内

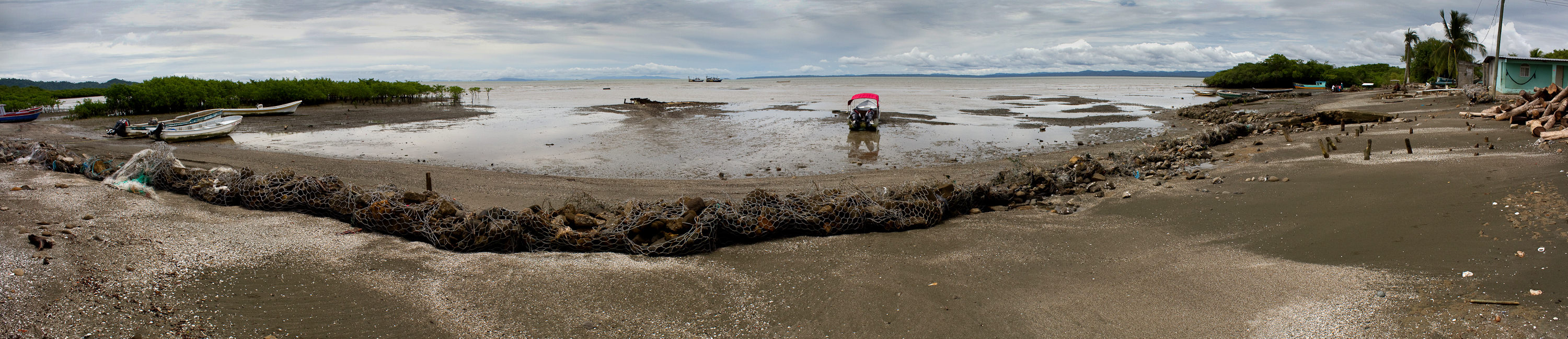
加拉奇内的沙滩

加拉奇内是巴拿马达连省切皮加纳区的一个城市，2010年是人口为1,878。 该市2000年时人口为1,800，1990年时人口为1,944。加拉奇内机场位于该城市。